# Benno Ulm
Benno Ulm (* 22. Oktober 1921 in Wien; † 7. Dezember 2000 in Linz) war ein österreichischer Historiker.

## Leben

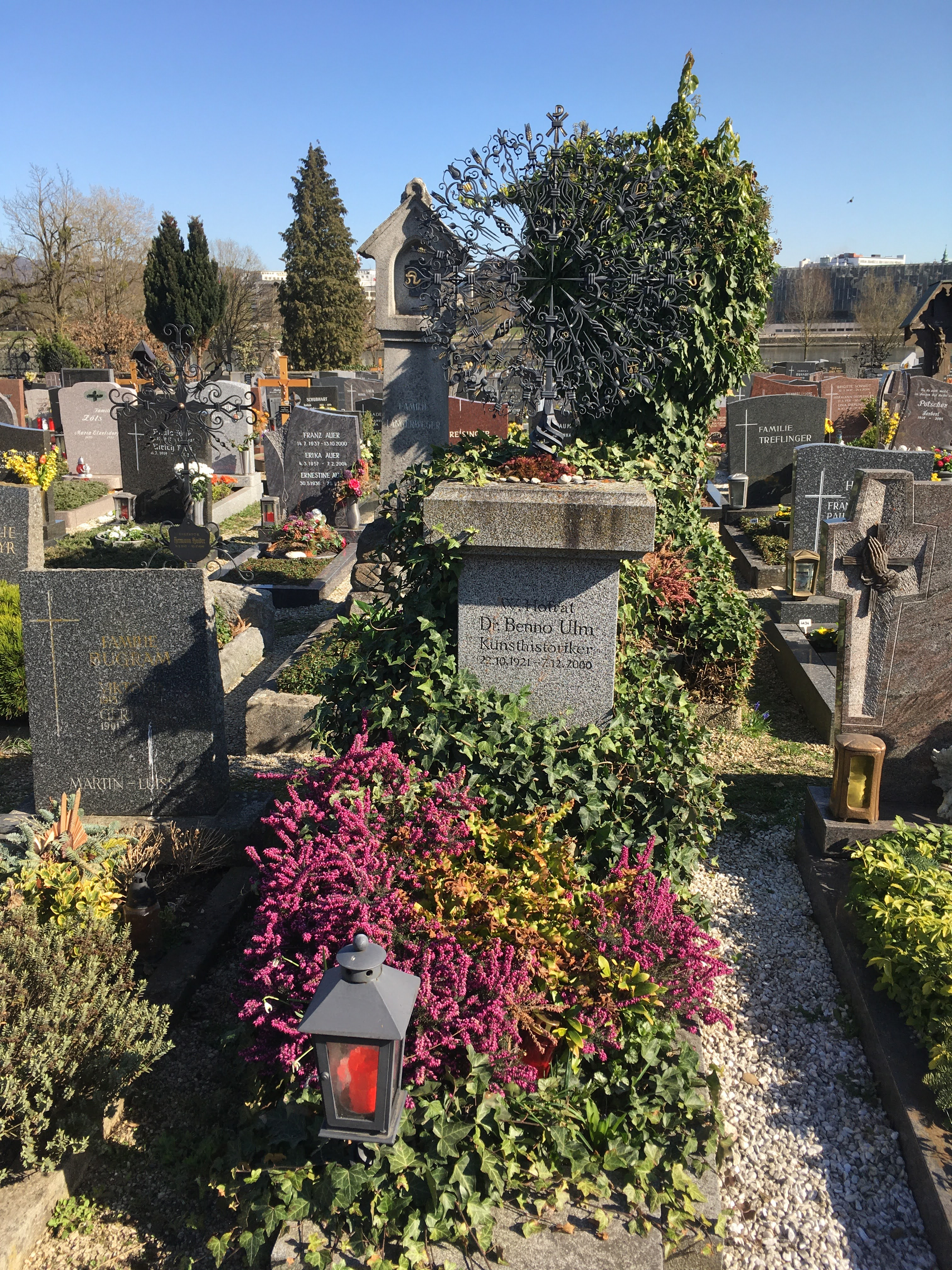
Benno Ulms Grab am Pfarrfriedhof Urfahr

Benno Ulm, Sohn von Benedikt Ulm und Ida Neumann, wuchs im böhmischen Mildenau auf und kam erst als Vierzehnjähriger nach Österreich, als die Familie die damalige Tschechoslowakei verlassen musste und sich in Freistadt niederließ. Im Herbst 1947 begann er als Werkstudent ein Studium der Kunstgeschichte, Archäologie und der historischen Hilfswissenschaften an der Universität Wien, wo er 1955 promovierte. Im Frühjahr 1957 trat Ulm den Dienst am Oberösterreichischen Landesmuseum an. Er arbeitete als Assistent des damaligen Direktors Wilhelm Jenny und wurde nach dessen Tod mit 20. Jänner 1960 zum Leiter der Abteilung Kunst- und Kulturgeschichte bestellt – eine Aufgabe, die er ein Vierteljahrhundert lang bis zu seinem Übertritt in den Ruhestand am 31. Jänner 1985 erfüllte. Er ist am Stadtfriedhof in Linz-Urfahr begraben.

## Veröffentlichungen (Auswahl)
- Die Stilentfaltung in der Architektur der gotischen Landkirchen in den Bezirken Perg und Freistadt in Oberösterreich. Dissertation 1955.
- mit Otfried Kastner: Katalog der Sammlung mittelalterlicher Plastiken im Landesmuseum, 1958.
- Der Begriff „Donauschule“ in der spätgotischen Architektur. In: Christliche Kunstblätter. Band 100, 1962, S. 82–87.
- Die Kunst der Donauschule. 1965.
- mit Josef Reitinger und Karl Heinz Hattinger: Oberösterreichisches Schiffahrtsmuseum. Schloß Greinburg. Katalog des Oberösterreichischen Landesmuseums Nr. 69, 1970.
- Das Mühlviertel. Seine Kunstwerke, historischen Lebens- und Siedlungsformen. In: Österreichische Kunstmonographie. Band V,  Salzburg 1971, 2. verbesserte Auflage 1976.
- Oberösterreich. Dehio-Handbuch. Die Kunstdenkmäler Österreichs. Neubearbeitung von Kurt Woisetschläger mit Beiträgen von Justus Schmidt und Benno Ulm. 1971.
- Die Familie Schwanthaler. Unter Verwendung des wissenschaftlichen Nachlasses von Max Bauböck. 1974, 25 Seiten.
In: Otto Wutzel: Die Bildhauerfamilie Schwanthaler 1633–1848. Vom Barock zum Klassizismus. Katalog zur oberösterreichischen Landesausstellung im Augustinerchorherrenstift Reichersberg am Inn, Linz 1974, S. 60–84.
In: Thomas Schwanthaler. Katalog, Wien 1974, S. 30–54.
In: Wastl Fanderl: Schwanthaler-Krippen. Rosenheim 1974, S. 150–174.
- Romantik der Erinnerung. Benno Ulm über Albrecht Dunzendorfer. Pappbilderbuch 1974.
- Der Bauernkrieg. Katalog der oberösterreichischen Landesausstellung, 1976.
- Die Bildhauerfamilie Zürn 1585–1724, Schwaben/Bayern/Mähren/Österreich. Ausstellung d. Landes Oberösterreich, Braunau am Inn 1979.
- Kunst in Oberösterreich 1918–1938. 1984.
- Die Pfarrkirche „Maria Himmelfahrt“ zu Königswiesen. In: Christliche Kunststätten Österreichs. Nr. 190. Verlag St. Peter, Salzburg 1991.
- Sankt Michael ob Rauchenödt, Pfarre Grünbach, Diözese Linz. In: Christliche Kunststätten Österreichs. Nr. 209. Verlag St. Peter, Salzburg 1991.
- Wallfahrtskirche Kefermarkt. Ried im Innkreis 1992.